# Aguadas
Aguadas – miasto w Kolumbii, w departamencie Caldas.